# Karel Löbl
Karel Löbl (21. září 1925 Praha – 17. ledna 2021 Praha) byl český a československý vědec, politik Československé strany socialistické, poslanec České národní rady a Sněmovny národů a Sněmovny lidu Federálního shromáždění za normalizace, dlouholetý ministr vlád České socialistické republiky.

## Biografie
K roku 1969 se uváděl jako výzkumný pracovník, bytem Praha. Absolvoval ČVUT. Do roku 1968 pracoval v oboru výzkumu kovových materiálů a technologie (obor fyzikální metalurgie a mezní tavba materiálu), později jako vedoucí pracovník Státního výzkumného ústavu materiálu a technologie v Praze. V roce 1968 byl jmenován náměstkem ministra techniky. Byl místopředsedou Ústředního výboru Československé strany socialistické.
Po druhé světové válce se angažoval v národně socialistické straně, respektive v její mládežnické organizaci. Byl přítelem a spojencem Oty Hory, který ale po únorovém převratu v roce 1948 emigroval, zatímco Löbl setrval v Československu a zůstal členem strany i poté, co se proměnila na satelit komunistického režimu. Během pražského jara v roce 1968 navazoval jako vedoucí funkcionář ČSS kontakty s předúnorovými členy národních socialistů s cílem pomoci jejich rehabilitaci a zapojit je do politické činnosti strany.
Po provedení federalizace Československa usedl v lednu 1969 do Sněmovny národů Federálního shromáždění. Nominovala ho Česká národní rada, v níž rovněž zasedal. Mandát ve federálním parlamentu obhájil ve volbách roku 1971 (volební obvod Praha-město), kdy ale přešel do Sněmovny lidu. Do ní pak byl opětovně zvolen ve volbách roku 1976 (obvod Praha 10-východ), volbách roku 1981 a volbách roku 1986. Ve funkci poslance FS zažil sametovou revoluci a i po ní si udržel svůj mandát, netýkal se ho tedy proces kooptace nových poslanců.
Zastával i vládní posty. V letech 1969–1976 byl ministrem výstavby a techniky České socialistické republiky ve vládě Stanislava Rázla, vládě Josefa Kempného a Josefa Korčáka, druhé vládě Josefa Korčáka. V letech 1976–1989 byl ministrem bez portfeje České socialistické republiky ve třetí vládě Josefa Korčáka, čtvrté vládě Josefa Korčáka a ve vládě Josefa Korčáka, Ladislava Adamce, Františka Pitry a Petra Pitharta. Na postu ministra setrval do prosince 1989. V roce 1990 působil jako poradce ministra. Státní bezpečnost ho evidovala jako agenta s krycím jménem INŽENÝR.
Po sametové revoluci se v roce 1990 v Praze sešel se svým předúnorovým přítelem Otou Horou. Během 90. let 20. století se dále angažoval v Československé straně socialistické, respektive České straně národně sociální.